# Свети Димитър (Метаксас)
Вижте пояснителната страница за други значения на Свети Димитър.
„Свети Димитър“ (на гръцки: Αγίου Δημητρίου) е възрожденска православна църква в кожанското село Метаксас, Егейска Македония, Гърция, част от Сервийската и Кожанска епархия.
Църквата е построена в 1848 година. Според надписа е изписана в 1919 година. Повечето от иконостасните икони са от 1861 година. В 1914 година е построена камбанарията.
- „Свети Димитър“, 1861
- „Свети Йоан Предтеча“, 1861
- „Света Богородица“, 1861